# Centrantyx raffrayi
Centrantyx raffrayi är en skalbaggsart som beskrevs av Leon Fairmaire 1884. Centrantyx raffrayi ingår i släktet Centrantyx och familjen Cetoniidae. Inga underarter finns listade.